# Bors (dziennik)
Bors – węgierski dziennik wydawany w Budapeszcie. Został założony w 1989 roku.